# Valk

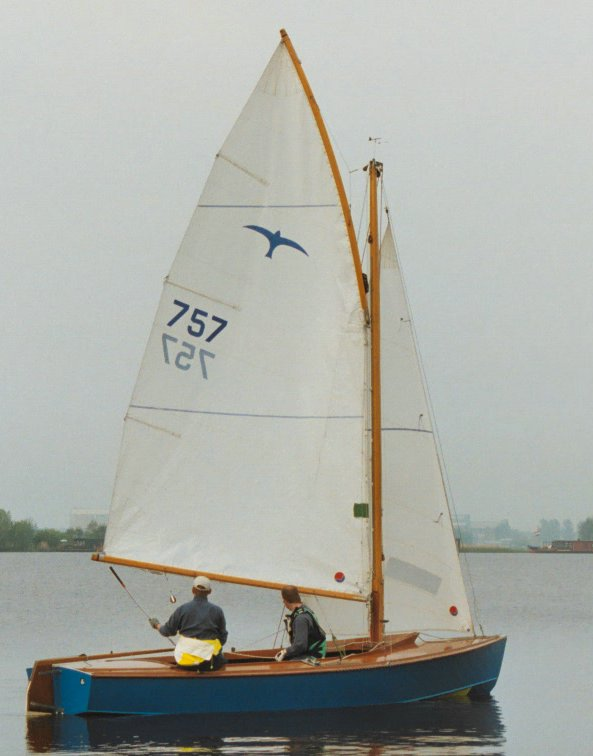
Valk

Der Valk (niederl. für Falke) ist ein kleines offenes Segelboot mit Gaffelsegel und festem Kiel. Es wird in großer Zahl in den Niederlanden gebaut und als Freizeit-, Hobby-, Sport- und Regattaboot genutzt.

## Eigenschaften
Bei dem Boot handelt es sich um eine gaffelgetakelte Slup. Der 6,5 m lange und 2 m breite Rumpf ist in Knickspantbauweise erstellt und besitzt einen festen Kiel. Das Ruder ist angehängt oder – seltener – durchgesteckt.
Die Besegelung besteht in der Regattaausführung aus einem Großsegel mit einer Fläche von 12,6 m², einer Genua mit 7 m² und einem Spinnaker mit 14,5 m². In der Fahrtenausführung ist neben dem Großsegel eine Fock von 4,3 m² üblich.
Für Regatten ist eine Besatzung von mindestens zwei Personen, maximal drei vorgesehen.
Der geringe Tiefgang von 80 cm und der leicht zu legende Mast machen das Boot besonders geeignet für Binnengewässer. Für offene Reviere ist es aufgrund des niedrigen Bugs wenig tauglich.
Ein etwas kleineres gaffelgetakeltes Kielboot holländischer Herkunft ist der zestienkwadraat (16 m²), der in Deutschland unter dem Namen BM-Jolle segelt.

## Geschichte
Das Boot wurde 1939 von E.G. van de Stadt entworfen und zunächst bei Bruynzeel gebaut. Durch die Verwendung dessen damals neuer Erfindung eines haltbaren Bootsbausperrholzes wurde der industrielle Sportbootsbau in den Niederlanden geboren.
1940 wurde der Valk in den Niederlanden zu einer nationalen Klasse. Seitdem werden diese Boote von einer Reihe unterschiedlicher Werften gebaut.
Seit den 1970er Jahren werden die Boote auch mit Rümpfen aus Polyester hergestellt. Diese Bauform ist unsinkbar und wegen der Verwendung von Aluminium für Mast und Spieren pflegeleicht. Unter dem Namen Polyvalk findet es bei Bootsverleihern und Segelschulen Verbreitung.